# 11695 Mattei
11695 Mattei (1998 FA74) là một tiểu hành tinh vành đai chính được phát hiện ngày 22 tháng 3 năm 1998, by Chương trình nghiên cứu đối tượng gần Trái Đất của đài thiên văn Lowell ở trạm Anderson Mesa.